# Agrionoptera cardinalis
Agrionoptera cardinalis is een libellensoort uit de familie van de korenbouten (Libellulidae), onderorde echte libellen (Anisoptera).
De wetenschappelijke naam Agrionoptera cardinalis is voor het eerst geldig gepubliceerd in 1962 door Lieftinck.